# 前庭神経炎
前庭神経炎（ぜんていしんけいえん、英: vestibular neuronitis）は、前庭神経の炎症により起こると考えられている強い回転性めまいを症状とする疾患である。

## 概要
前庭神経炎は突発性耳性めまい症の中でも後迷路に病態をもつと推定されるものである。回転性めまいの強い発作は1回であり、反復しない。また、聞こえの症状は伴わない。

## 症状
めまいは突発的に発症し、強い回転性めまい感が数時間から数日続く。その時、蝸牛症状（耳鳴、難聴、耳閉感、等）を伴わないのが特徴である（メニエール病との鑑別点）。
嘔気、嘔吐を伴うことも多い。
回転性めまいが治まったのちも、ふらつき感が数週から数カ月間残存することがある。

## 原因
前庭神経の炎症が原因である。
病因は未詳であるが、ウイルス感染説、血管障害説あるいは脱髄性病態説がある。
めまいの発現に先行して7～10日前後に上気道感染症あるいは感冒に罹患していることが多いため、ウイルスによる炎症説が有力とも考えられている。

## 診断
持続する眼振を認める。Frenzelの眼鏡などを用いると判別しやすい。

## 治療
抗めまい薬などの対症療法と安静である。

## 予後
良い。数日から1週間程度で症状の大半が消失する。
ふらつきは数ヶ月あるいはそれ以上継続する事はあるが、いずれ時間とともに消滅する。

## 診療科
- 耳鼻咽喉科